# Josep Antoni Rosselló
Josep Antoni Rosselló i Picornell (1961) es un botánico e investigador español. 
Es catedrático en la Universidad de Valencia y profesor de Producción Vegetal de la Unidad de Botánica de la Facultad de Ciencias de la Universidad de Valencia, desarrollando actividades científicas en corología de plantas vasculares y conservación de los recursos fitogenéticos. Ha colaborado durante muchos años en la obra Flora iberica, y ha participado en la descripción de numerosas especies.

## Algunas publicaciones

### Libros
- daniel Guillot, emilio Laguna, josep antoni Rosselló. 2009. La familia Aloaceae en la flora alóctona valenciana. Editor José Luis Benito Alonso. 58 pp. ISBN 8493729132 En línea y PDF

- daniel Guillot, emilio Laguna, josep antoni Rosselló. 2008. Flora alóctona suculenta valenciana: Aizoaceae y Portulacaceae. Editor José Luis Benito Alonso. 68 pp. ISBN 8493752800 En línea y PDF

- josep a. Rosselló, llorenç Sáez. 2000. Index Balearicum: an annotated check-list of the vascular plants described from the Balearic Islands. Collectanea botanica. Ed. Institut Botànic de Barcelona. 192 pp.

- La abreviatura «Rosselló» se emplea para indicar a Josep Antoni Rosselló como autoridad en la descripción y clasificación científica de los vegetales.[3]